# Fabian Zieliński
Fabian Zieliński herbu Świnka (ur. ok. 1767, zm. 14 marca 1821) – urzędnik administracyjny w Księstwie Warszawskim i Królestwie Kongresowym.

## Życie i działalność
Był synem Ignacego Rufina Zielińskiego i Barbary Zembrzuskiej. Pochodził ze znanej i zasłużonej dla Mazowsza rodziny, aktywnej zwłaszcza u schyłku istnienia I Rzeczypospolitej.
Właściciel dóbr Turowo i Rostkowo w powiecie przasnyskim. W okresie Księstwa Warszawskiego (od lipca 1808) podprefekt powiatu przasnyskiego w departamencie płockim, następnie w Królestwie Kongresowym komisarz delegowany w obwód przasnyski.
W 1809 podczas wojny z Austrią wykazał szczególną aktywność w organizowaniu sił zbrojnych i zaopatrzenia wojska oraz wywiadu w przygranicznych rejonach Prus.
W 1812 w momencie przemarszu przez Mazowsze Wielkiej Armii prowadził zaciąg do wojska, organizował magazyny żywności i paszy dla koni, tworzył lazarety. Gdy w 1813 na Mazowsze wkroczyły wojska rosyjskie, pozostał na stanowisku, uważając, że będzie potrzebny rodakom w okresie nowej okupacji.
W czasie swej pracy zebrał obszerne materiały do opisu statystycznego i geograficznego powiatu przasnyskiego. W gromadzeniu materiałów opierał się na dokładnych ankietach, których wyniki często sprawdzał osobiście na miejscu. Materiały statystyczne uzupełniał opisami historycznymi z XVI-wiecznych lustracji oraz kolorowymi ilustracjami. Rękopis opracowania Opis powiatu przasnyskiego sporządzony w roku 1815... znajduje się w Bibliotece Czartoryskich w Krakowie. Praca stanowi cenne źródło do poznania stosunków gospodarczych, demograficznych, społecznych i kulturalnych powiatu przasnyskiego i jest dokumentem unikalnym w skali kraju. W 1991 wydał ją drukiem w Ciechanowie Aleksander Kociszewski.
Fabian Zieliński był kawalerem Orderu św. Stanisława. Około 1805 poślubił Domicelę Nosarzewską, miał z nią synów: Jana (późniejszego generalnego inspektora rolnictwa Francji) i Ferdynanda oraz córkę Leokadię (z męża Węgierską).